# Сташіц
Сташіц (Сташиц) (пол. Staszic) — село в Польщі, у гміні Ухані Грубешівського повіту Люблінського воєводства.
Населення — 232 особи (2011).
У 1975—1998 роках село належало до Замойського воєводства.

## Історія
У селі [кольонія Сташиц] була Українська народня школа (як вказано, від 1941., існувала 2 роки), при школі — кооператива «Зірка», шкільна бібліотека, куплена на гроші, зібрані до дня св. Миколая. молодь та старші [очевидно, діти], як відзначалося у 1941, ч. 4, «належала до У. О.Т.»; також існував кооператив.

## Демографія
Демографічна структура станом на 31 березня 2011 року:
|          | Загалом | Допрацездатний вік | Працездатний вік | Постпрацездатний вік |
| -------- | ------- | ------------------ | ---------------- | -------------------- |
| Чоловіки | 121     | 17                 | 90               | 14                   |
| Жінки    | 111     | 19                 | 56               | 36                   |
| Разом    | 232     | 36                 | 146              | 50                   |